# São Pedro (Óbidos)
Pour les articles homonymes, voir São Pedro.
São Pedro est une freguesia portugaise du district de Leiria située dans la sous-région de l’Ouest.
Avec une superficie de 10,41 km2 et une population de 1 280 habitants (2001), la paroisse possède une densité de 123,0 hab/km2.